# Toma Caragiu

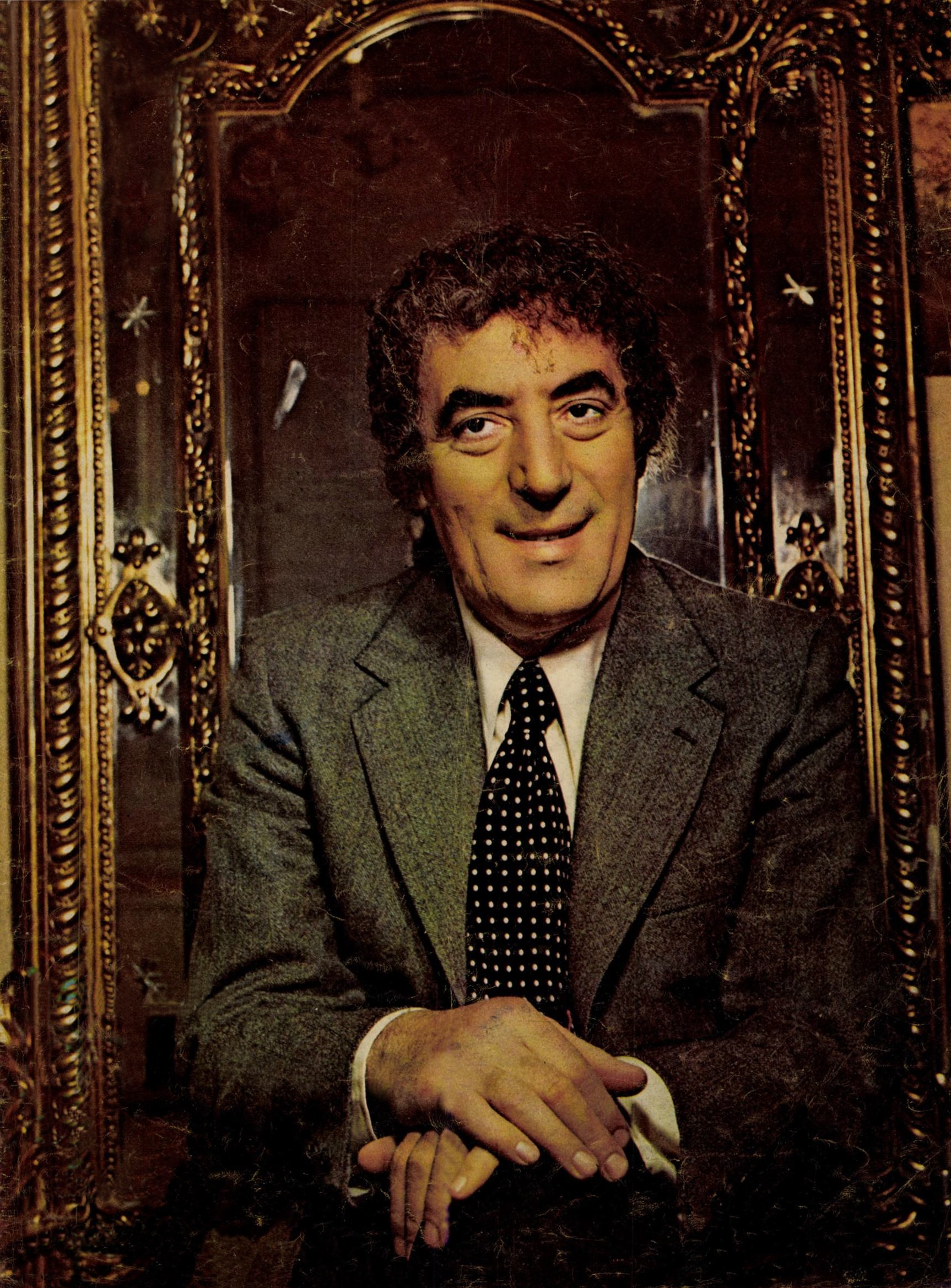
Toma Caragiu (1973)

Toma Caragiu (* 21. August 1925 in Hrupista, Griechenland; † 4. März 1977 in Bukarest) war ein rumänischer Schauspieler.
Caragiu war auf der Leinwand, auf der Bühne und auf dem Bildschirm gleichermaßen präsent. Er trat vornehmlich in Komödien auf, spielte jedoch auch in Dramen; eine seiner besten Rollen hatte er im Film Actorul și sălbaticii (1975).
Caragiu wurde als Sohn einer aromunischen Familie geboren. Auf dem Höhepunkt seiner Karriere kam er 1977 während des Erdbebens von Vrancea in seinem Haus ums Leben.
Er war der Bruder der Sprachwissenschaftlerin Matilda Caragiu Marioțeanu (1927–2009).